# サン・ジュスティーノ
サン・ジュスティーノ（伊: San Giustino）は、イタリア共和国ウンブリア州ペルージャ県にある、人口約11,000人の基礎自治体（コムーネ）。

## 地理

### 位置・広がり

#### 隣接コムーネ
隣接するコムーネは以下の通り。括弧内のPUはペーザロ・エ・ウルビーノ県、ARはアレッツォ県所属を示す。
- ボルゴ・パーチェ (PU)
- チテルナ
- チッタ・ディ・カステッロ
- メルカテッロ・スル・メタウロ (PU)
- サンセポルクロ (AR)

### 気候分類・地震分類
サン・ジュスティーノにおけるイタリアの気候分類 (it) および度日は、zona E, 2132 GGである。
また、イタリアの地震リスク階級 (it) では、zona 2 (sismicità media) に分類される。

## 行政

### 分離集落
サン・ジュスティーノには、以下の分離集落（フラツィオーネ）がある。
- Cantone, Case Nuove Seconde, Celalba, Corposano, Cospaia, Parnacciano, Pitigliano, Selci, Lama, Uselle-Renzetti, Valdimonte

## 姉妹都市
- プルドニク、ポーランド
- Carros、フランス